# Doktor nauk
Doktor nauk (em russo:  доктор наук, literalmente traduzido como "Doutor em Ciências") é um grau acadêmico posterior ao doutorado que pode ser obtido após o Candidato de Ciências (que é informalmente reconhecido na Rússia e muitas outras ex-repúblicas soviéticas como equivalente ao doutorado obtido em países nos quais o doutorado não é o mais elevado grau acadêmico). É algumas vezes referenciado como Dr. Hab.